# Carvo
Carvo (auch: Carvone), das Kastell Kesteren, war ein römisches Auxiliarkastell des Niedergermanischen Limes. Das ehemalige Militärlager lag auf dem Gebiet von Kesteren, einem Dorf der Gemeinde Neder-Betuwe in der niederländischen Provinz Gelderland.

## Lage

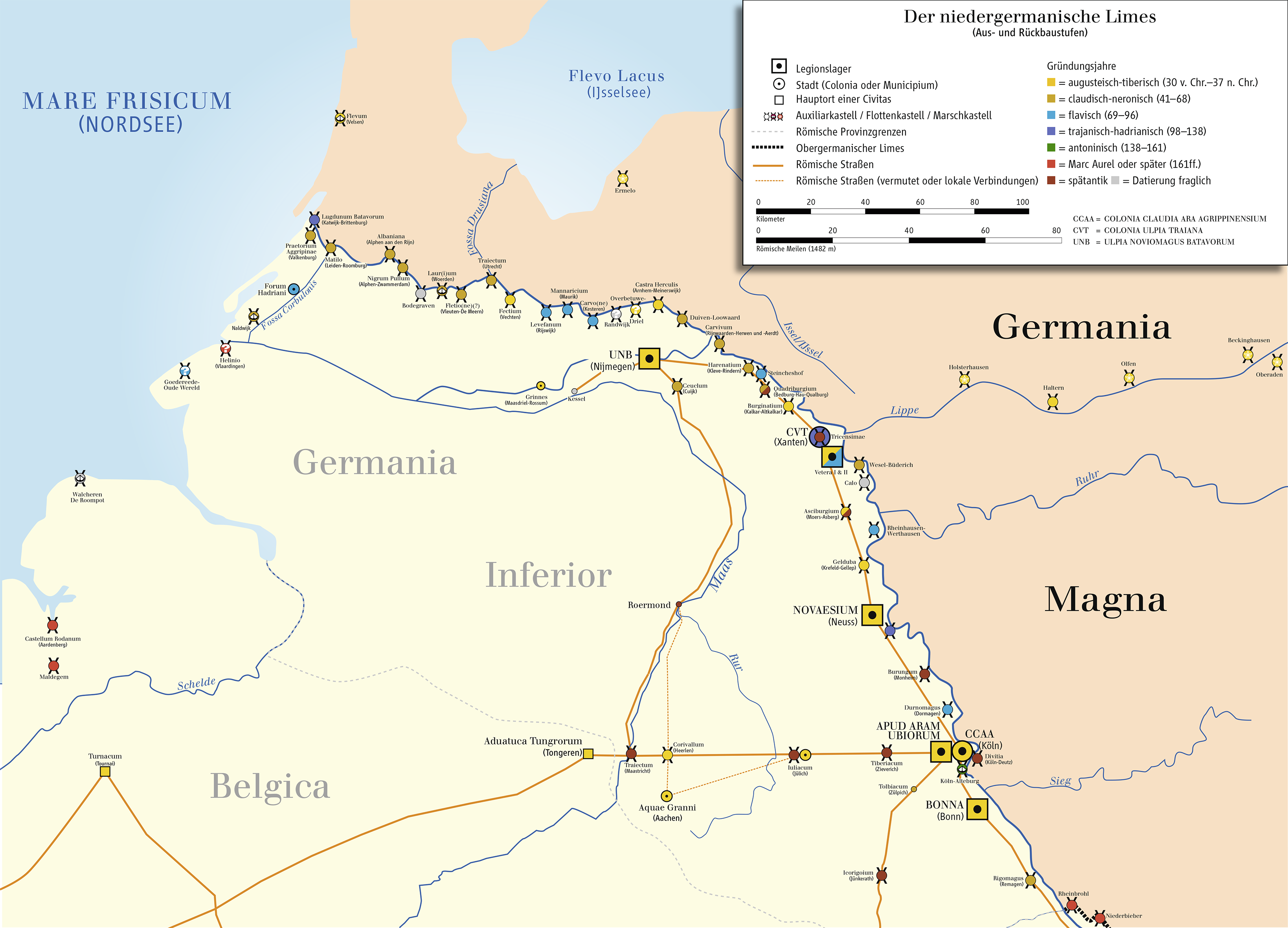
Carvo im Verlauf des Niedergermanischen Limes

Die Existenz von Carvo ist sowohl durch die Tabula Peutingeriana (die den Platz zwischen Castra Herculis und Levefanum verzeichnet) als auch durch das Itinerarium Antonini (nach dem der Ort zwischen Harenatium und Mannaricium gelegen hat) bezeugt. Seine genaue Lage ist jedoch nicht mehr festzustellen, da das Gebiet, in dem das Kastell vermutlich lag, schon in der karolingischen Zeit oder bald darauf durch den mäandrierenden Rhein zerstört und anschließend überbaut wurde. Die ursprüngliche Lage Carvos wird unweit westlich des Dorfes, unmittelbar südlich eines verlandeten Rheinarmes und des Bandijks angenommen. Dort befand es sich in römischer Zeit in einer strategisch günstigen Position: traf doch an dieser Stelle der Utrechtse Heuvelrug, ein glazialer Höhenzug aus der vorletzten Eiszeit, auf den die Grenze des Imperiums bildenden Rhein.

## Befunde
Vom Kastell selbst sind keine Spuren erhalten geblieben. Die Anwesenheit von Militär wird jedoch durch die Befunde und Funde (darunter Pfeil- und Lanzenspitzen sowie Handschleudersteine) des 1974 ergrabenen Gräberfeldes De Prinsenhof impliziert, das mehr Männer- als Frauengräber beinhaltete. Eine Anzahl von Pferdegräbern lässt die Vermutung zu, dass es sich bei der in Carvo stationierten Truppe um eine Kavallerieeinheit, eine Ala oder eine Cohors equitata gehandelt haben könnte. Ein etwa 35 × 100 m großer Streifen dieses Gräberfeldes wurde ebenso von den Fluten des Rheins verschont, wie der Teil einer Zivilsiedlung (möglicherweise des Kastellvicus), der sich längs der heutigen Nedereindsestraat erstreckte, sowie zwei weitere, östlich der Siedlung gelegene Gräberfelder. Das mutmaßliche Lagerdorf entstand aus einer batavischen Siedlung des ersten Jahrhunderts, die – nach dem Vierkaiserjahr und dem Bataveraufstand – ab dem Jahr 70 expandierte. Mitte des zweiten Jahrhunderts veränderte sich die Struktur des Vicus, der zu dieser Zeit eine Fläche von rund 120 × 500 m bedeckte und von einem Graben umgeben war. Um die Jahre 225/230 wurde die Siedlung aufgelassen.
Die Truppe(n), die in Carvo stationiert war(en), ist/sind unbekannt. Inschriftlich liegen die Ziegelstempel „legio I Minervia Antoniniana“, „exercitus Germanicus inferior“ und „vexillarii exercitus Germanici inferioris“, sowie das Graffito „beneficiariorum“ vor. Vermutlich handelte es sich bei Carvo um das Lager einer (möglicherweise berittenen) Auxiliareinheit oder Legionsvexillation und/oder um eine Benefiziarierstation.

## Limesspuren zwischen Carvo und Mannaricium

### Rhenen
Nördlich des heutigen Rheinverlaufs auf dem Gebiet der Gemeinde Rhenen, Provinz Utrecht, wurde eine spätrömische Militärstation vermutet.

### Amerongen
Ebenfalls nördlich des heutigen Rheins, im Überschwemmungsgebiet ′t Spijk beim Dorf Amerongen in der Gemeinde Utrechtse Heuvelrug, Provinz Utrecht, traten bei Baggerarbeiten in den Jahren 1972 bis 1975 und 1977 römische Funde zu Tage, die offenbar in einen militärischen Kontext gehören. Neben Keramik und Bauschutt sind hier insbesondere Bruchstücke von Helmen zu nennen, darunter auch das Fragment eines Gesichtshelms.